# Meduza
Meduza（メデューザ、露: Медуза、直訳するとクラゲ）は、ラトビアを拠点とするロシア語・英語のニュースサイトである。創設者は、ジャーナリストのガリーナ・ティムチェンコで編集長も務める。

## 設立と活動
2014年3月12日、Lenta.ruのオーナーのアレクサンドル・マムートは編集長を務めていたガリーナ・ティムチェンコを解雇した。この時、全84名のスタッフのうち39名が辞表を提出し、編集部は抗議声明を発表した。その後、ティムチェンコはこのうち20名のジャーナリストのチームとともに、ラトビア・リガを拠点とし、メデューサを設立した。ロシアでは独立したメディアの設立が不可能であると判断したことが理由であるという。
2017年8月、バズフィードと提携した。
2022年ロシアのウクライナ侵攻（特別軍事作戦）当日（2月24日）、戦争に反対する論説を発表。それに対し、ロシア当局は、ロシアからのアクセスをブロックした。
同年3月11日、国境なき記者団はミラーサイトを作成しブロックを解除したことを発表した。